# 5973 Takimoto
5973 Takimoto (1991 QC) là một tiểu hành tinh vành đai chính được phát hiện ngày 17 tháng 8 năm 1991 bởi S. Otomo ở Kiyosato.